# Sagwara
Sagwara é uma cidade e um município no distrito de Dungarpur, no estado indiano de Rajasthan.

## Geografia
Sagwara está localizada a 23° 41′ N, 74° 01′ L. Tem uma altitude média de 244 metros (800 pés).

## Demografia
Segundo o censo de 2001, Sagwara tinha uma população de 30,993 habitantes. Os indivíduos do sexo masculino constituem 49% da população e os do sexo feminino 51%. Sagwara tem uma taxa de literacia de 59%, inferior à média nacional de 59.5%: a literacia no sexo masculino é de 68% e no sexo feminino é de 50%. Em Sagwara, 16% da população está abaixo dos 6 anos de idade.